# 前科 仮釈放
『前科 仮釈放』（ぜんか かりしゃく）1969年5月14日に公開された日本の映画である。監督は小澤啓一、主演は渡哲也のやくざ映画。日活制作。渡哲也の前科シリーズ第1弾。

## 概要
1988年1月に日活からVHSが発売されているが、2018年現在、DVD・Blu-ray化はされていない。CS・チャンネルNECOでは、HDリマスター化されたものが度々再放送されている。

## ストーリー
関東神竜会の宮原を刺して7年の刑を受けた大原は親分が殺された大矢根組にわらじを脱ぎ、大矢根組に変わって井村組連合会が仕切っていた。

## キャスト
- 大原竜次：渡哲也
- 谷原史江：松原智恵子
- 谷原健：沖雅也
- 裁判官：内藤武敏
- 小山重吾：今井健二
- ゆかり：杉本エマ
- 井村勝：内田稔
- 大矢根正造：戸上城太郎
- 警官：玉川良一
- 大柴天次：青木義朗
- 宮原達夫：富田仲次郎
- 客引き：人見きよし
- クロ：城アキラ
- 伊東守夫：田村保
- 佐山喜一：玉村駿太郎
- ミミ：久万里由香
- ：久遠利三
- ：桂小かん
- 井村連合会組員：田畑善彦
- ：玉井謙介
- 神竜会組員：中平哲仟
- 井村連合会組員：高橋明
- 神竜会城西支部組員：黒田剛
- ヌードモデル：高橋まゆみ
- 大柴の愛人：宮沢尚子
- 花屋の店員：高樹蓉子
- ：大浜詩郎
- 井村連合会組員：岩手征四郎、水川国也
- 神竜会組員：沢美鶴
- 井村連合会組員：前野霜一郎
- サブ：穂高正伸
- ：小原好春
- 大矢根組組員：大前田武
- 神竜会城西支部組員：有村道宏
- 井村連合会組員：小島克己、溝口拳
- ：小林利造
- ：榊功
- 神竜会城西支部組員：谷口芳昭
- 大矢根正夫：斎藤健也
- ：町田有宏
- 所作指導：笛田直一
- 技斗：渡井嘉久雄
- 大矢根綾：長内美那子
- 玉井清三：大木実

## スタッフ
- 監督：小澤啓一
- 脚本：池上金男
- 企画：園田郁毅
- 撮影：高村倉太郎
- 照明：熊谷秀夫
- 録音：福島信雅
- 美術：川原資三
- 編集：井上治
- 助監督：澤田幸弘
- 色彩計測：舟生幸
- 製作担当：山下昭
- 現像：東洋現像所
- 音楽：鏑木創
- 主題歌 :  「俺は前科者」: 渡哲也

## 併映作品
『博徒百人』
- 原作：島村喬 / 脚本：山崎巌 / 監督：野村孝 / 主演：高橋英樹